# Pierre Cuypercrona
Pierre (Per) Cuypercrona, född på 1650-talet, död 1711 i Stettin, var en svensk diplomat, son till Anthon Cuypercrona. 

## Biografi
Pierre Cuypercrona föddes troligen under faderns tid i Elbing men följde med familjen till Danzig då de 1659 flyttade över dit. Han vistades 1679-1684 och 1692-1693 i Sverige för att indriva faderns innestående lön. Vid faderns död 1688 efterträdde han honom som svensk kommissarie i staden. I uppdraget ingick, förutom nyhetsförmedling och rapportering, bevakande av svenskars fordringar och anspråk och dementering av vissa skadliga rykten. Därtill ombesörjande av posten mellan Sverige och Polen. Redan under faderns sista år hade Cuypercrona ibland författat rapporterna till Stockholm. Som ombesörjare av postförmedlingen höll Cuypercrona med stående ombud i Marienburg, Elbing, Königsberg och Thorn, vilkas rapporter om situationen i städerna och andra nyheter vidarebefordrades av Cuypercrona. Cuypercrona sände rikligt med rapporter i samband med att prins François Louis de Bourbon med sex franska krigfartyg ankrade upp i Danzigs redd, tio dagar efter att August II av Sachsen krönts till polsk kung. Mötet mellan prinsen och det franska partiet i Polen blev en ömsesidig missräkning, och 3 november 1697 återvände han till Frankrike. Sverige förhöll sig hela tiden neutralt i det spända läget.
Under Stora nordiska kriget fick Cuypercrona allt fler uppgifter, särskilt under svenska arméns vistelse i Polen. Under kriget krävde August den starke flera gånger att Cuypercrona skulle utvisas ur staden. Danzig vägrade dock, som landet Polen inte befann sig i krig med Sverige utan enbart monarken, och staden inte i onödan ville reta Karl XII. Hans kvarblivande i staden kom senare att anföras som ett stadsrättsligt prejudikat. När de svenska trupperna närmade sig staden kom dock Danzigs strategiska läge att göra situationen mer bekymmersamma. I juni 1703 infann sig Magnus Stenbock i staden och krävde en kontribution om 100.000 riksdaler specie, lika mycket som Sachsen nyligen krävt, och rätt till fri ammunitionstransport genom staden. Danzig vägrade dock. Sedan Thorn fallit i november 1703 utbetalades dock kontributionen. I gengäld förlades inga vinterkvarter i staden. I december utlöstes en konflikt av att Magnus Stenbock försökt värva soldater i Danzig, trots att frihet från värvningar tillhörde dess privilegier och August den Starke nyligen blivit nekad att värva inom staden med hänvisning till samma privilegier. Karl XII fordrade dock att värvningar omedelbart måste tillåtas, och i januari 1704 föll staden till föga. Snart ställdes dock nya krav på staden, denna gång återbetalning av 15 000 mark silver som den landsflyktige Karl Knutsson gett till staden mot fiskeinkomster i Putzig -- närmare 250 år tidigare. Redan 1703 hade släkten Gyllenstierna som arvingar till Karl Knutsson framfört kraven. 1704 återkom kungen med Gyllenstiernas krav. Danzig försökte förgäves vädja till hjälp från Preussen, Danmark, Holland och England. Till slut gav man dock efter och utbetalade 135.857 riksdaler varpå Karl XII utfärdade skyddsbrev för staden. Under dessa förhandlingar agerade Cuypercrona i många fall som mellanhand.
Under årsskiftet 1704/05 inträffade en ny konflikt. Egendom värderad till mellan nio och tio tunnor guld tillhörig August den Sachsen som förvarats i Danzig. De hade i december smugglats ut ur staden, men ett par mil utanför beslagtagits av svenskarna, som fört dem till Oliwa och därefter förbi Danzig mot Marienburg. På vägen rövades de dock bort av sachsiskt sinnade polacker och fördes till det kungliga förrådshuset i Danzig. Pierre Cuypercrona inlämnade en skarp protest i stadens råd, där han krävde varornas utlämnande. Ärendet spetsades till av att Sverige under våren 1705 krävde utlämnande av två sachsiskt sinnade polska magnater som vistades i Danzig. Sedan Karl XII hotat att plundra stadens områden utlämnades varorna, men de båda polackerna hade under tiden hunnit rymma. Förhandlingar om en penningersättning för att staden låtit de båda magnaterna rymma fordrades. Medan man tvistade om summans storlek löstes saken genom att två kavalleriregementen förlades till danzigskt område under en månads tid varefter landsbygdsbefolkningen på eget initiativ köpte sig fria från inkvarteringen. August den starke å sin sida klandrade Danzigs undfallenhet mot svenskarna men lovade att låta nåd gå före rätt om staden i fortsättningen visade sig mer trogen sin kung. I ett försök att blidka August undandrog sig Danzig utbetalande av kröningsskatten till Stanisław I Leszczyński. Efter freden i Altranstädt skickade dock Karl XII en skarp förmaning genom Pierre Cuypercrona om dess skyldigheter gentemot den nye kungen. Danzig lyckades dock komma undan genom att hylla kungen med lyckönskningar, festligheter och en mindre skatt.
År 1707 inträffade en ny konflikt. Den svenska värvningen i Danzig hade reglerats så, att svenska värvningskontor tolererades på kyrklig jord men med rätt för stadens garnison att övervaka. 4 juli 1707 kom det vid ett inspektionsbesök till skottlossing på Stolzenberg, några dödades och värvningskontoret stormades och förstördes av en mobb. För att blidka Karl XII måste Danzig medge att de i tumultet deltagande danzigska soldaterna utlämnades. Den svenska förbittringen vände sig särskilt mot stadens överkommendant von der Goltze, vilken tog avsked och gick i rysk tjänst. I februari 1708 inkvarterades svenska trupper på danzigskt område. Samtidigt begärde Sverige med eftertryck att stadens handel med Ryssland måste upphöra, något Pierre Cuypercrona försökt verka för genom varubeslag och klagomål inför stadens råd. Våren 1709 lyckades Cuypercrona genomföra en lyckad kupp. När en rysk kurir passerade Danzig på väg från Berlin till Moskva, köpte han hela dennes post för 200 riksdaler och sände till kanslikollegium.
Då August den starke återkom på Polens tron drabbades staden av nya problem. Kungen ville till en början straffa Danzig hårt för dess undfallenhet mot Sverige under de senaste åren, men staden lyckades köpa sig fri genom en betalning av 600.000 gulden. Pierre Cuypercrona ansåg sig inte längre säker, och 5 oktober 1709 lämnade han staden. På grund av pesten var alla landvägar spärrade, och han reste därför sjövägen till Travemünde, dit han anlände 20 oktober. Efter en månads karantän begav han sig till Stralsund, och i maj 1710 flyttade han till Stettin, där hans styvson Jakob Brandlicht var anställd. Pierre Cuypercrona fortsatte hela tiden sin korrespondens med kanslikollegiet. Vid jultiden 1710 insjuknade Cuypercrona och i mars avled han. I sitt sista brev begärde han sin styvson till efterträdare, vilket kom att beviljas.